# هدية المجوس
هدية المجوس أو هدية من المجوس (بالإنجليزية: The Gift of the Magi)‏ هي قصة قصيرة كتبها أوليفر هنري (الاسم القلمي لوليام سيدني بورتر)، تتحدث القصة عن زوج وزوجة شابين وكيف يتعاملان مع التحدي المتمثل في شراء هدايا عيد الميلاد السرية لبعضهما البعض بقليل من المال. قصة عاطفية مع درس أخلاقي حول تقديم الهدايا، كانت القصة شعبية وخاصة لعرضها في وقت عيد الميلاد. معروفة جيداً ونهاية قصتها، تعتبر النهاية مثالاً للسخرية الهزلية (بالإنجليزية: comic irony)‏. زُعم أنها كُتِبَت في حانة بيت في إيرفينغ بلايس في مدينة نيويورك.

## القصة
السيد جيمس ديلينجهام يونغ ("جيم") وزوجته ديلا يعيشان في شقة متواضعة.
في ليلة عيد الميلاد ومع 1.87 دولار فقط في يد ديلا، ويائسة للعثور على هدية لعشيقها جيم، تبيع ديلا شعرها مقابل 20 دولارًا إلى مصففة شعر تُدعى مدام سوفيروني، وتجد في النهاية سلسلة من ساعات الجيب البلاتينية، فتشتري ساعة لجيم مقابل 21 دولارًا، وكانت راضية عن الهدية المثالية التي حصلت عليها لجيم.
في الساعة السابعة تجلس ديلا على طاولة بالقرب من الباب، تنتظر عودة جيم إلى البيت. يدخل جيم في وقت متأخر على نحو غير معتاد، يمشي جيم ويمضي قدمًا إلى ديلا. وبعد حوار تعترف ديلا لجيم بأنها باعت شعرها لشراء هدية له. وفي حالة من التعجب، جيم يعطي ديلا هديتها وهي مجموعة متنوعة من الأمشاط، عديمة الفائدة الآن بعد أن قصت شعرها. بعد ذلك تعرض ديلا لجيم السلسلة التي اشترتها له، والتي يقول جيم إنه باع ساعته للحصول على النقود لشراء أمشاط الزينة. على الرغم من أن جيم وديلا تُرِكا الآن مع الهدايا التي لا يمكن لأحد استخدامها، إلا أن كلاهما يدركا مدى استعدادهم للذهاب لإظهار حبهم لبعضهم البعض، ومدى حبهم الذي لا يقدر بثمن.
تنتهي القصة مع الراوي وهو يقارن الهدايا التي يوجد بها تضحية لأجل الحب مع قصة المجوس الثلاثة في إنجيل متى.